# Are You Growing Tired of My Love
Are You Growing Tired of My Love è una canzone incisa dalla band inglese Status Quo, pubblicata come singolo nel 1969.

## La canzone
Composto dal cantautore Anthony King, in origine il pezzo viene portato al successo grazie alla interpretazione di Nancy Sinatra, che lo incide nel 1967 includendolo nel suo album Country My Way.
Nel 1969 gli Status Quo ne incidono una nuova versione connotata da forti influenze psichedeliche e ricchi arrangiamenti orchestrali.
Nonostante le ottime recensioni ottenute dalla critica inglese, nelle charts il singolo non va oltre la posizione n. 46.
Are You Growing Tired of My Love è l'ultimo singolo degli Status Quo ad essere inciso in chiave soft-psichedelica prima del decisivo passaggio al genere hard boogie rock, grazie al quale diverranno una delle rock band di maggior successo provenienti dal Regno Unito.

## Tracce
1. Are You Growing Tired of My Love - 3:33 - (A. King)
2. So Ends Another Life - 3:10 - (Lancaster)

## Formazione
- Francis Rossi (chitarra solista, voce)
- Rick Parfitt (chitarra ritmica, voce)
- Alan Lancaster (basso, voce)
- Roy Lynes (organo, pianoforte)
- John Coghlan (percussioni)

## British singles chart
| Posizione | 48 | 46 | 50 | uscito |